# Арп Вьеннский
Арп (VII век) — святой отшельник. Дни памяти — 25 октября, 4 декабря, 5 декабря.
Святой Арп (Apro, Aper, Apre, Epvre, Evre, Avre) был родом из города Sennicum . Он был рукоположен во священника в Гренобле и поначалу служил на приходе в Ла-Террас.
Согласно преданию, он чудесным образом отклонил ход Изера, чтобы обрести тело своего утонувшего родственника Апрункула, и воскресил его.
Оставив гренобльскую епархию, где был епископом Есихий, он перешел в епархию Морьен, где епископом был Лепорий.
В дальнейшем вёл отшельническую жизнь недалеко от Ля-Шамбр (La Chambre) и Сен-Жан-де-Морьен. Предание сообщает, что он основал приют для паломников и бедных в деревне, которая носит его имя.
В честь святого названы коммуны Сент-Авр (Saint-Avre) в Савойе и Сент-Опр в Изере.